# Smrt in pogreb papeža Frančiška
Papež Frančišek je umrl 21. aprila 2025 ob 7.35 po srednjeevropskem času v Vatikanu na svojem domovanju Domus Sanctae Marthae (Dom svete Marte) v starosti 88 let. Smrt je sporočil kardinal Kevin Farrell na vatikanskem televizijskem kanalu Vatican Media in v video izjavi.
Papež Frančišek, ki je umrl na velikonočni ponedeljek v starosti 88 let, je v svojem življenju podrobno načrtoval preproste pogrebne obrede in se odpovedal nekaterim bolj zapletenim in starodavnim ritualom, ki tradicionalno spremljajo smrt rimskega papeža.
Ob 9.45 je torej kardinal kardinal-kamerleng sporočil novico o papeževi smrti z naslednjimi besedami:
»Dragi bratje in sestre, z globoko žalostjo sporočam smrt našega svetega očeta Frančiška. Danes zjutraj ob 7.35 se je rimski škof Frančišek vrnil v Očetovo hišo. Vse svoje življenje je posvetil služenju Gospodu in njegovi Cerkvi. Učil nas je živeti vrednote evangelija z zvestobo, pogumom in vseobsegajočo ljubeznijo, še posebej do najrevnejših in najbolj odrinjenih. Z veliko hvaležnostjo za njegov zgled pravega učenca Gospoda Jezusa zaupamo dušo papeža Frančiška neskončni in usmiljeni ljubezni Edinega in Troedinega Boga.«

Frančiškova pogrebna maša je potekala 26. aprila 2025, pet dni po njegovi smrti. Njegova smrt je sledila pettedenskemu bivanju v bolnišnici mesec dni prej, kjer je prebolel okužbo dihalnih poti in dvojno pljučnico. Vzrok smrti je bil uradno ugotovljen kot možganska kap, ki ji je sledil nepovratni srčni zastoj.

## Ozadje
Izvoljen je bil pri starosti 76 let. Papež Frančišek je bil takrat na splošno zdrav, zdravniki so bili mnenja, da odstranitev dela pljuč v mladosti na njegovo zdravje ni bistveno vplivala, skrbela pa jih je zmanjšana respiratorna rezerva v primeru okužbe dihal. Papež je trpel za kroničnimi poškodbami pljuč deloma tudi zaradi odstranitve dela pljuč. V 20. letih 21. stoletja je bil večkrat dovzeten za gripo in bronhitisom. Zaradi išiasa in težav s koleni je uporabljal invalidski voziček, hojico ali bergle. Zdravstvene težave papeža leta 2021 so sprožile govorice o njegovem odstopu, kar je pa sam zanikal. Junija 2022 je po zdravitvi kolena odpovedal načrtovano potovanje v Vzhodni Kongo in Južni Sudan. V intervjuju za Reuters je zanikal razmišljanja o odstopu, a da bi to storil, če mu zdravje tega ne bi več dopuščalo.
Papež Frančišek je leta 2022 potrdil, da je kmalu po izvolitvi napisal odstopno izjavo, če bi mu zdravstvene težave preprečile opravljanje dolžnosti; to isto je omenil javno že takoj po nastopu in ponovil večkrat tudi v teku svojega papeževanja. V cerkvenem pravu pravzaprav glede takih okoliščin ni nobene določbe. Kljub temu, da zaradi večmesečne hude bolezni stvarno ni mogel opravljati svojih rednih obveznosti ali pa je bilo to hudo ovirano, je vendarle vztrajal na svojem mestu do konca. 
Na obisku v Vzhodnem Kongu 2023 pa je dejal, da o odstopu ne razmišlja.
Marca 2023 je bil Frančišek sprejet v bolnico v Rimu zaradi okužbe dihal. Vrnil se je, da je aprila vodil velikonočno vigilijo na veliko soboto. Junija je prestal abdominalno operacijo zaradi kile. Od leta 2022 je v javnosti uporabljal invalidski voziček, a sprva zaradi bolečin v kolenu, ki so zahtevale operacijo. Priznal je, da so njegove težave z gibljivostjo zaznamovale začetek »nove, počasnejše faze njegovega papeževanja.« Invalidni katoličani so ga hvalili, češ da je njegova invalidnost postala del njegove vidne istovetnosti.

### Zadnja bolezen
14. februarja 2025 je bil sprejet v rimsko bolnišnico Gemelli zaradi bronhitisa. Hospitalizacija je bila podaljšana zaradi polimikrobne okužbe dihalnih poti in obojestranske pljučnice. Vatican News je njegovo stanje opisal kot kritično in poročal, da je prejemal transfuzije krvi in terapijo s kisikom pod visokim pritiskom. 23. februarja je bil v začetni fazi ledvične odpovedi, vendar je bilo njegovo stanje "pod nadzorom". 26. februarja je kazal rahlo izboljšanje, a dva dni pozneje je doživel bronhialni krč, zaradi katerega je vdihaval bruhanje in potreboval neinvazivno mehansko predihavanje, o čemer pa ni biloobjavljenih podrobnejših podatkov. 3. marca je prenehalo mehansko predihavanje in se mu je stanje malo izboljšalo. Dvakrat je pretrpel akutno odpoved dihal. Po tem, tretjem resnem poslabšanju papeževega stanja so tistega popoldneva ponovno uvedli mehansko predihavanje.
Od 19. marca ponoči ni več uporabljal mehanskega predihavanja; po navedbah zdravnikov je bila okužba dihal pod nadzorom, a ne odpravljena. 23. marca so ga odpustili iz bolnišnice. Takoj po tem je z balkona blagoslovil množico. Zdravniki so predvidevali, da bi ob omejenem delu potreboval za okrevanje na svojem domu vsaj dva meseca. V javnosti se je prvič po odpustu iz bolnice pojavil 6. aprila 2025.
20. aprila, dan pred svojo smrtjo in na velikonočno nedeljo, je namesto njega maševal kardinal Comastri, a papež se je vendarle pokazal pred množico na Trgu svetega Petra.
Istega dne se je zasebno srečal z ameriškim podpredsdnikom Vanceom. Srečanje je potekalo po velikonočni maši s podelitvijo blagoslova Urbi et Orbi (mestu Rimu in vsemu svetu). Vance, katoliški spreobrnjenec, je vstopil v sobo in segel po papeževi ponujeni roki: »Vem, da se ne počutite dobro, ampak lepo vas je videti v boljšem zdravju.« Sprejel je čokoladne pirhe kot dar za svoje otroke in tudi rožne vence za celo družino. Po skupnem fotografiranju je Vance ob slovesu papežu zagotovil, da vsak dan moli za njegovo zdravje. Tudi hrvaški premier Plenković se je z družino - ženo Ano Maslać in tremi otroki – po velikonočni maši v Vatikanu srečal s papežem Frančiškom in mu voščil blagoslovljene velikonočne praznike in okrevanje: »Bil je kratek, a globoko ganljiv trenutek – srečanje, polno nežnosti, nasmehov in blagoslovov,« je dejal. Tako je bil najbrž on zadnji politik, ki je videl papeža še živega. 

## Smrt
Frančišek je umrl v starosti 88 let ob 7.35 po srednjeevropskem času v svoji rezidenci v Vatikanu. Njegovo smrt je sporočil kardinal kamerleng Kevin Farrell v izjavi, ki jo je iz kapele papeške rezidence Doma svete Marte predvajal Vatikan Media. Mrliški list, ki ga je Vatikan izdal še isti dan, navaja, da je Frančišek umrl zaradi kapi, ki je povzročila komo in nepovraten zastoj srca. V njegovem mrliškem listu je bilo tudi zapisano, da je imel sladkorno bolezen tipa 2 in visok krvni tlak.
Po Frančiškovi smrti je bila objavljena njegova duhovna oporoka z dne 29. junija 2022, ki razkriva njegovo željo, da bi bil pokopan v rimski Baziliki Marije Snežne, natančneje »v pogrebni niši v stranskem hodniku med Pavlovo kapelo (kapela Salus Populi Romani) in kapelo Sforza v baziliki.« Njegove zadnje besede se glasijo takole: »Naj Gospod podeli primerno nagrado vsem, ki so me imeli radi in še naprej molijo zame. Trpljenje, ki je zaznamovalo zadnji del mojega življenja, darujem Gospodu za mir na svetu in bratstvo med narodi.«
22. aprila 2025 sta Tiskovni urad Svetega sedeža in Vrhovni papeški urad za liturgična praznovanja sporočila, da bo telo papeža Frančiška 23. aprila iz Doma svete Marte preneseno v baziliko svetega Petra. Sočasno se je na organizacijskem sestanku sešlo šestdeset kardinalov. 23. aprila ob 9. uri je bilo truplo v procesiji prenešeno v baziliko svetega Petra, kjer je bilo nato tri dni javno izpostavljeno. Frančiška si je v prvih osmih urah in pol obiskalo več kot 19.000 vernikov, a vrste so segale vse do ulice Via della Conciliazione. Do naslednjega večera je število obiskovalcev doseglo 90.000, zato so uradniki 24. aprila zjutraj skrajšali zapiralni čas na samo 1,5 ure, kasneje pa so pustili cerkev odprto vso noč. 25. aprila je število žalujočih preseglo četrt milijona. 25. aprila ob 20.00 je bila krsta zapečatena med posebnim obredom.
V skladu s cerkvenim pravom se mora papeški konklave začeti približno 15 do 20 dni po izpraznitvi papeškega sedeža, v tem primeru torej med 6. in 11. majem 2025; lahko bi se začel že prej, če bi vsi kardinali volilci prispeli v Rim, kot je določeno v Normas nonnullas papeža Benedikta XVI. z dne 26. februarja 2013.

## Pogreb
Postopek se je začel z obredom ugotavljanja smrti, ki ga bo v papeški kapeli vodil Kevin Farrell, najvišji kardinal v cerkveni upravi. Papežev pogreb je bil po tradiciji zapleten in dolgotrajen, zato je Frančišek odobril načrte za poenostavitev obredov v bogoslužni knjigi Ordo Exsequiarum Romani Pontificis, ki podrobno opisuje obrede papeževega pogreba. Odločil se je za osnovno leseno krsto, obloženo s cinkom, in končal radicijo postavljanja papeževega telesa na pare. Frančiška so v skladu z njegovo željo pokopali v baziliki Marije Snežne v Rimu; s tem je postal prvi papež, ki bo pokopan zunaj Vatikana po papežu Leonu XIII., ki je umrl leta 1903. 22. aprila je Vatikan objavil prve posnetke papeža Frančiška, ki v kapeli Doma svete Marte počiva oblečen v rdeča mašna oblačila s škofovsko mitro na glavi.
Pogrebna maša, ki jo je vodil dekan kardinalskega zbora kardinal Giovanni Battista Re, je potekala 26. aprila začenši ob desetih. Po podatkih Urada za protokol vatikanskega državnega tajništva je bilo na pogrebu potrjenih približno 130 tujih delegacij. S pogrebno mašo za papeža Frančiška se je začelo devetdnevno obdobje žalovanja, imenovano novemdiales, v katerem kardinali mašujejo za pokoj Frančiškove duše. Vrhovni papeški Urad za bogoslužna praznovanja je objavil urnik in seznam kardinalov, ki so vodili maševanje med novemdialesom.
Italijanska vlada je za zagotavljanje varnosti med pogrebom napotila več kot 2.500 policistov in 1.500 vojakov. Prav tako je ob rimski obali namestila vojaško ladjo in v pripravljenost postavila eskadrilo bojnih letal. Nad Rimom in Vatikanom je bilo za čas pogreba uvedeno območje prepovedi letenja.